# (2960) Ohtaki
(2960) Ohtaki (1977 DK3; 1947 BH; 1979 WK4) ist ein ungefähr fünf Kilometer großer Asteroid des inneren Hauptgürtels, der am 8. Februar 1977 von den Japanischen Astronomen Hiroki Kōsai und Kiichirō Furukawa am Kiso-Observatorium am Berg Ontake-san in Kiso-machi im Landkreis Kiso-gun, Präfektur Nagano in Japan (IAU-Code 381) entdeckt wurde.

## Benennung
(2960) Ohtaki wurde nach Ohtaki benannt; der dritten japanischen Stadt, zu denen das Kiso-Obersvatorium gehört, an dem der Asteroid entdeckt wurde. Nach den anderen beiden Städten wurden die Asteroiden (2470) Agematsu und (2924) Mitake-mura benannt.